# روث كارس
روث كارس هي مصممة رقص وراقصة باليه كندية، ولدت في 7 ديسمبر 1916 في إدمونتون في كندا، وتوفيت في 14 نوفمبر 1999.